# Jordisk prosa
Jordisk prosa är en bok med prosalyriska berättelser av Artur Lundkvist, utgiven 1930.
Jordisk prosa var Lundkvists fjärde utgivna bok. Efter tre diktsamlingar, Glöd, Naket liv och Svart stad, ansåg han att lyrikens möjligheter för tillfället vara uttömda och ville skriva en ny sorts prosa, "friare än novellens och det vanliga berättandets, mera lyrisk och mera påtaglig". Förebilder var den tidige Pär Lagerkvist, Sherwood Anderson och Isaac Babel. Boken skrevs under en vistelse i Paris 1930 och innehåller såväl skildringar av storstaden som minnen från författarens uppväxt i en liten nordskånsk by.
Jordisk prosa fick vid sin utgivning ett positivt mottagande av flera kritiker. Olle Holmberg kallade Lundkvist för de fem sinnenas "rättmätige storsigillbevarare" i den nya litteraturen, särskilt med ögat men också "med handgreppets känselsinne".

## Källa
Lindblom, Paul (1991). Samtiden i ögat. En bok om Artur Lundkvist. Tidens förlag. sid. 52-53. ISBN 91-550-3535-3